# Данблейнский собор
Данблейнский собор (англ. Dunblane Cathedral), полное название — Собор Святых Блаана и Лаврентия (англ. Cathedral Church of St Blaan and St Laurence) — церковь Шотландской пресвитерианской церкви в Данблейне, Стерлинг, Шотландия. Технически является приходской церковью, а не собором из-за пресвитерианской системы церковного управления. Памятник архитектуры категории А.
Нижняя половина колокольни возведена в пре-романском стиле в XI веке и изначально была отдельно стоящей; верхняя часть добавлена в XV веке. Бо́льшая часть остального здания построена в готическом стиле в XIII веке. Церковь была отреставрирована Роуандом Андерсоном в конце XIX века.

## История
Некогда собор был резиденцией епископа Данблейнского (также называемого «Стратернским») до упразднения епископства после Славной революции в 1689 году. К югу от собора сохранились остатки сводов епископского дворца. После отмены прелатства хор стал приходской церковью; к тому времени неф уже был непригоден для использования — его крыша обвалилась примерно к 1600 году.
Здание датируется XIII веком, хотя с южной стороны к нему примыкает изначально отдельно стоящая колокольня XI века. Башню надстроили в XV веке: это наглядно заметно по изменению цвета каменной кладки и окнам верхнего этажа в стиле поздней готики.
К хору не примыкают приделы, но он имеет длинный сводчатый зал, служивший домом капитула и ризницей. Там находится фресочная гробница основателя собора епископа Климента. Сохранилось множество хоровых сидений XV века с мизерикордиями (резными деревянными полочками на обратной стороне откидных сидений), в том числе одна с необычным изображением летучей мыши. В Данблейне находится вторая самая большая сохранившаяся коллекция средневековых шотландских церковных изделий из дерева после часовни Королевского колледжа в Абердине. Отдельные фрагменты выставлены в городском музее.
Храм был отреставрирован в 1889—1893 годах под контролем архитектора Роберта Роуанда Андерсона; работы были завершены в 1912 году сэром Робертом Лоримером.
В соборе находятся могилы Маргарет Драммонд, любовницы короля Шотландии Якова IV Стюарта, и двух её сестер; все, как утверждается, были отравлены. Установлен памятник жертвам массового убийства в начальной школе Данблейна, произошедшего 13 марта 1996 года.